# Thiania simplicissima
Thiania simplicissima es una especie de araña saltarina del género Thiania, familia Salticidae. Fue descrita científicamente por Karsch en 1880.
Habita en Filipinas.